# Premi e riconoscimenti di Amy Adams
Questa è la lista che riassume tutti i premi di Amy Adams, da lei fino ad ora ricevuti. Sei sono le sue candidature all'Oscar, di cui cinque nella categoria migliore attrice non protagonista. L'attrice ha inoltre guadagnato ben dieci candidature ai Golden Globe con due vittorie, sette ai BAFTA, due agli Emmy, dodici ai Critics' Choice Awards con cinque vittorie e nove agli Screen Actors Guild Award con una vittoria.

## Premi cinematografici e televisivi

### Principali
- Premi Oscar
  - 2006 – Candidatura alla migliore attrice non protagonista per Junebug[1]
  - 2009 – Candidatura alla migliore attrice non protagonista per Il dubbio
  - 2011 – Candidatura alla migliore attrice non protagonista per The Fighter
  - 2013 – Candidatura alla migliore attrice non protagonista per The Master[2]
  - 2014 – Candidatura alla migliore attrice protagonista per American Hustle - L'apparenza inganna[3]
  - 2019 – Candidatura alla migliore attrice non protagonista per Vice - L'uomo nell'ombra[4]

- Golden Globe
  - 2008 – Candidatura alla migliore attrice in un film commedia o musicale per Come d'incanto
  - 2009 – Candidatura alla migliore attrice non protagonista per Il dubbio[5]
  - 2011 – Candidatura alla migliore attrice non protagonista per The Fighter
  - 2013 – Candidatura alla migliore attrice non protagonista per The Master[6]
  - 2014 – Migliore attrice in un film commedia o musicale per American Hustle - L'apparenza inganna
  - 2015 – Migliore attrice in un film commedia o musicale per Big Eyes[7]
  - 2017 – Candidatura alla migliore attrice in un film drammatico per Arrival[8]
  - 2019 – Candidatura alla migliore attrice non protagonista per Vice - L'uomo nell'ombra[9]
  - 2019 – Candidatura alla migliore attrice in una mini-serie o film per la televisione per Sharp Objects[9]
  - 2025 – Candidatura alla migliore attrice in un film commedia o musicale per Nightbitch[10]

- Premi BAFTA
  - 2009 – Candidatura alla migliore attrice non protagonista per Il dubbio[11]
  - 2011 – Candidatura alla migliore attrice non protagonista per The Fighter[12]
  - 2013 – Candidatura alla migliore attrice non protagonista per The Master
  - 2014 – Candidatura alla migliore attrice per American Hustle - L'apparenza inganna
  - 2015 – Candidatura alla migliore attrice per Big Eyes
  - 2017 – Candidatura alla migliore attrice per Arrival
  - 2019 – Candidatura alla migliore attrice non protagonista per Vice - L'uomo nell'ombra[13]

- Critics' Choice Awards
  - 2006 – Miglior attrice non protagonista per Junebug – ex aequo con Michelle Williams per I segreti di Brokeback Mountain)[14]
  - 2008 – Candidatura alla miglior attrice protagonista per Come d'incanto
  - 2009 – Candidatura alla miglior attrice non protagonista per Il dubbio
  - 2011 – Candidatura alla miglior attrice non protagonista per The Fighter
  - 2011 – Miglior cast per The Fighter
  - 2013 – Candidatura alla miglior attrice non protagonista per The Master[15]
  - 2014 – Miglior attrice in una commedia per American Hustle - L'apparenza inganna
  - 2014 – Miglior cast per American Hustle - L'apparenza inganna
  - 2016 – Candidatura alla miglior attrice per Arrival
  - 2019 – Miglior attrice in un film per la televisione o miniserie per Sharp Objects[16]
  - 2019 – Candidatura alla miglior attrice non protagonista per Vice - L'uomo nell'ombra[16]

- Screen Actors Guild Award
  - 2006 – Candidatura alla miglior attrice non protagonista per Junebug
  - 2009 – Candidatura alla miglior attrice non protagonista per Il dubbio
  - 2009 – Candidatura alla miglior cast per Il dubbio
  - 2011 – Candidatura alla miglior attrice non protagonista per The Fighter[17]
  - 2011 – Candidatura alla miglior cast per The Fighter[17]
  - 2014 – Miglior cast per American Hustle - L'apparenza inganna[18]
  - 2017 – Candidatura alla miglior attrice cinematografica per Arrival
  - 2019 – Candidatura alla miglior attrice non protagonista cinematografica per Vice - L'uomo nell'ombra[19]
  - 2019 – Candidatura alla migliore attrice in una miniserie o film per la televisione per Sharp Objects[19]
  - 2021 – Candidatura alla migliore attrice protagonista per Elegia Americana

- Emmy Awards
  - 2019 – Candidatura alla miglior miniserie per Sharp Objects
  - 2019 – Candidatura alla miglior attrice protagonista in una miniserie o film per Sharp Objects

### Altri
- AACTA International Awards
  - 2014 – Candidatura alla miglior attrice protagonista per American Hustle - L'apparenza inganna
  - 2017 – Candidatura alla miglior attrice protagonista per Arrival
  - 2019 – Candidatura alla miglior attrice non protagonista per Vice - L'uomo nell'ombra

- Alliance of Women Film Journalists
  - 2007 – Candidatura alla miglior performance rivelazione per Come d'incanto
  - 2011 – Candidatura alla miglior attrice non protagonista per The Fighter
  - 2013 – Candidatura alla miglior attrice non protagonista per The Master
  - 2017 – Candidatura alla miglior attrice per Arrival
  - 2019 – Candidatura alla miglior attrice non protagonista per Vice - L'uomo nell'ombra
- Awards Circuit Community Awards
  - 2005 – Miglior attrice non protagonista per Junebug
  - 2007 – Candidatura alla miglior attrice per Come d'incanto
  - 2008 – Candidatura al miglior cast per Il dubbio
  - 2008 – Candidatura alla miglior attrice non protagonista per Il dubbio
  - 2010 – Candidatura alla miglior attrice non protagonista per The Fighter
  - 2010 – Davis Awards alla Miglior attrice non protagonista per The Fighter
  - 2012 – Candidatura alla miglior attrice non protagonista per The Master
  - 2013 – Candidatura alla miglior attrice non protagonista per Her
  - 2013 – Candidatura alla miglior attrice per American Hustle - L'apparenza inganna
  - 2016 – Candidatura al miglior cast per Animali notturni
  - 2016 – Candidatura alla miglior attrice per Arrival
  - 2019 – Candidatura alla miglior attrice non protagonista per Vice - L'uomo nell'ombra[20]

- Boston Society of Film Critics
  - 2010 – Miglior cast per The Fighter

- Central Ohio Film Critics Association Awards
  - 2006 – Candidatura alla miglior performance non protagonista per Junebug
  - 2006 – Miglior performance rivelazione per Junebug
  - 2008 – Candidatura alla miglior attrice per Come d'incanto
  - 2011 – Miglior cast per The Fighter
  - 2011 – Candidatura alla migliore attrice non protagonista per The Fighter
  - 2013 – Candidatura alla miglior attrice non protagonista per The Master
  - 2014 – Candidatura alla miglior attrice dell'anno per L'uomo d'acciaio, Lei e American Hustle - L'apparenza inganna
  - 2014 – Miglior cast per American Hustle - L'apparenza inganna
  - 2014 – Candidatura alla miglior attrice per American Hustle - L'apparenza inganna
  - 2017 – Candidatura alla miglior attrice dell'anno per Arrival, Batman v Superman: Dawn of Justice e Animali notturni
  - 2017 – Candidatura alla miglior attrice per Arrival
  - 2019 – Candidatura alla miglior attrice non protagonista per Vice - L'uomo nell'ombra

- Empire Awards
  - 2014 – Candidatura alla miglior attrice per American Hustle - L'apparenza inganna
  - 2017 – Candidatura alla miglior attrice per Arrival

- Golden Schmoes Awards
  - 2007 – Candidatura alla miglior attrice per Come d'incanto
  - 2008 – Candidatura alla miglior attrice non protagonista per Il dubbio[21]
  - 2010 – Candidatura alla miglior attrice non protagonista per The Fighter
  - 2012 – Candidatura alla miglior attrice non protagonista perThe Master[22]
  - 2013 – Candidatura alla miglior T&A dell'anno per American Hustle - L'apparenza inganna[23]
  - 2013 – Candidatura alla miglior attrice per American Hustle - L'apparenza inganna[23]
  - 2016 – Miglior attrice per Arrival
  - 2016 – Candidatura alla celebrità preferita

- Gotham Awards
  - 2005 – Miglior performance rivelazione per Junebug
  - 2016 – Premio tributo
  - 2018 – Candidatura alla miglior serie rivelazione per Sharp Objects

- Hollywood Film Awards
  - 2012 – Miglior attrice non protagonista per The Master

- Independent Spirit Awards
  - 2006 – Miglior attrice non protagonista per Junebug

- Las Vegas Film Critics Society
  - 2010 – Migliore attrice non protagonista per The Fighter
  - 2016 – Candidatura alla miglior attrice protagonista per Arrival

- London Critics Circle Film Awards
  - 2013 – Candidatura alla miglior attrice non protagonista dell'anno per The Master
  - 2017 – Candidatura alla miglior attrice dell'anno per Arrival

- MTV Movie Awards
  - 2008 – Candidatura alla miglior performance femminile per Come d'incanto
  - 2008 – Candidatura alla miglior performance comica per Come d'incanto
  - 2008 – Candidatura alla miglior bacio (condiviso con Patrick Dempsey) per Come d'incanto
  - 2011 – Candidatura alla miglior combattimento per The Fighter
  - 2014 – Candidatura alla miglior performance femminile per American Hustle - L'apparenza inganna[24]
  - 2014 – Candidatura alla miglior coppia (condiviso con Christian Bale) per American Hustle - L'apparenza inganna[24]
  - 2014 – Candidatura al miglior bacio (condiviso con Jennifer Lawrence) per American Hustle - L'apparenza inganna[24]

- National Board of Review
  - 2008 – Miglior cast per Il dubbio
  - 2016 – Miglior attrice protagonista per Arrival

- Palm Springs International Film Festival
  - 2009 – Spotlight Award per Il dubbio
  - 2014 – Miglior cast per American Hustle - L'apparenza inganna
  - 2017 – Chairman's Award per Arrival

- San Diego Film Critics Society Awards
  - 2010 – Candidatura al miglior cast per The Fighter
  - 2012 – Candidatura alla miglior attrice non protagonista per The Master

- Satellite Award
  - 2005 – Candidatura alla miglior attrice non protagonista per Junebug
  - 2007 – Candidatura alla miglior attrice in un film commedia o musicale per Come d'incanto
  - 2010 – Candidatura alla miglior attrice non protagonista per The Fighter
  - 2012 – Candidatura alla miglior attrice non protagonista per The Master[25]
  - 2014 – Candidatura alla miglior attrice protagonista per American Hustle - L'apparenza inganna[26]
  - 2017 – Candidatura alla miglior attrice protagonista per Animali notturni
  - 2019 – Miglior attrice in una miniserie o film per la televisione per Sharp Objects[27]

- Saturn Award
  - 2008 – Miglior attrice per Come d'incanto
  - 2017 – Candidatura alla miglior attrice per Arrival[28]

- Southeastern Film Critics Association Awards
  - 2005 – Miglior attrice non protagonista per Junebug

- Teen Choice Awards
  - 2008 – Candidatura alla miglior attrice in una commedia per Come d'incanto
  - 2009 – Candidatura alla miglior attrice in una commedia per Una notte al museo 2 - La fuga[29]
  - 2013 – Candidatura alla miglior attrice in un film estivo per L'uomo d'acciaio
  - 2013 – Candidatura al miglior bacio in un film (condiviso con Henry Cavill) per L'uomo d'acciaio
  - 2016 – Candidatura al miglior bacio in un film (condiviso con Henry Cavill) per Batman v Superman: Dawn of Justice[30]
  - 2016 – Candidatura alla miglior attrice in un film sci-fi/fantasy per Batman v Superman: Dawn of Justice[30]
  - 2017 – Candidatura alla miglior attrice in un film sci-fi/fantasy per Arrival
  - 2018 – Candidatura alla miglior attrice in un film d'azione per Justice League[31]

## Riconoscimenti speciali
Nel 2017, al numero 6280 dell'Hollywood Boulevard, riceve una stella sulla celebre Hollywood Walk of Fame per il suo contributo all'industria cinematografica statunitense.